# Oldorp
Oldorp – wieś w Holandii, w prowincji Groningen, w gminie Eemsmond. 